# シャトランジ

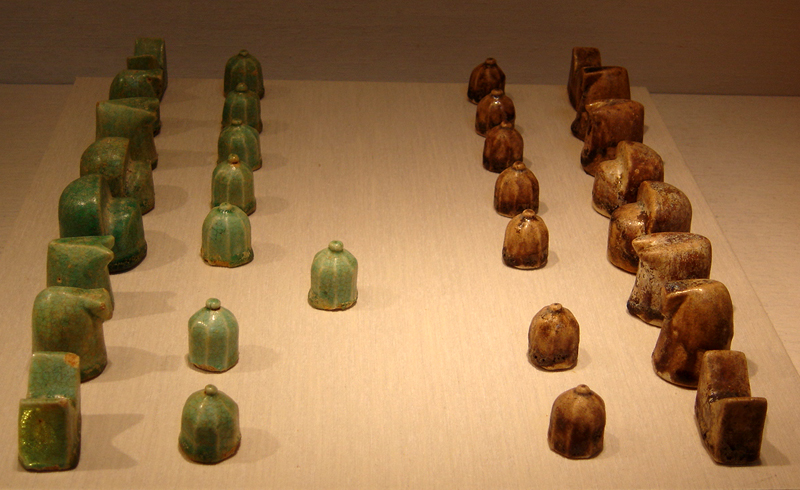
シャトランジの駒（12世紀イラン、メトロポリタン美術館所蔵）

シャトランジ（ペルシア語:  شطرنج）は、かつて中東で指されていた将棋類であり、2人で行うボードゲームの一種である。日本の将棋や中国のシャンチー（中国象棋）とは同じ系統に属する。
なお現在のペルシア語やアラビア語においては、シャトランジ（شطرنج）は西洋式のチェスのことを指す。

## 歴史

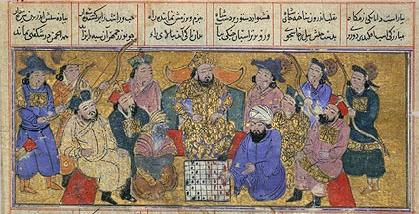
14世紀ペルシアの宮廷でおこなわれていたシャトランジのようす

現在、西洋を中心に遊ばれているチェスは、古代インドでチャトランガという名前で遊ばれていたゲームに起源を持つ。それが最初は四人制だったのか、二人制だったのか、もしくはサイコロで遊ぶ競走ゲームだったのかは分かっていない。いずれにせよ7世紀までにサーサーン朝ペルシャに伝播し、そして更にニハーヴァンドの戦いでサーサーン朝を駆逐し滅亡に追い込んだイスラム教徒の帝国に伝達されたのは確かである。そこで「チャトランガ」という名はアラビア語になまって「シャトランジ」となり、アラブ地域で広く楽しまれるようになった。その後シャトランジはアンダルスやコンスタンティノープル、シチリアを経由して、あるいはカスピ海沿岸からロシアを巡って、イスラム世界からヨーロッパへと伝わりチェスとなった。
イスラム世界におけるシャトランジの実態としては、例えば『千一夜物語』の「オマール・アル・ネマーン王とそのいみじき二人の王子」にシャールカーン王子が競技中にアブリザ女王の顔を見過ぎてしまったために「象の場所に馬を置き、馬の場所に象を置くのでした。」という表現がある。同じく「ザイン・アル・マワシフの恋」には「黒檀と象牙造りで、四隅が金の将棋盤」「駒は紅と白、紅い駒はルビー細工で、白い駒は水晶細工でした。」とあり、一番あたり100ディナール、1000ディナール、さらに店や家々や庭や奴隷を賭けて指されていたことがうかがえる。また、ファーティマ朝カリフのハーキムはヒジュラ暦402年にシャトランジを禁止し、盤を焼く命令を出した。このようにイスラム世界には王族や高貴な階層だけの遊びではなく、民衆にもシャトランジが普及した様子がうかがえる。そしてどうやら賭博の要素も含まれていたようである。

## ルール
駒の数は6種類16個でチェスと構成はだいたい同じである。初期は染料が入手しやすかった為に赤と黒に色分けされ黒側が先手であった。後に赤と白、次いで赤と緑となり、最後に白と黒になる。しかし、この色分けは様々な系譜があり一様には進展しない。
駒の種類は以下の通り。
1. シャー：「王」を意味するペルシャ語、全ての方向に一歩ずつ動く。チェスのキングに相当する。
2. フィルズ、またはワズィール：「将・大臣」、斜め四方に一歩ずつ動く。ペルシャ語の「ファルズィーン（فرزین‎）」より。
3. フィール：「象」、斜め四方に二歩ずつ進み、間にある駒を飛び越える。左右上下斜め八方に二歩ずつ進むと主張するアル・アドリーというマスターもいる。チェスのビショップに相当する。ペルシャ語の「ピール（پيل‎）」より。
4. ファラス：「馬」を意味するアラビア語、八方に桂馬飛びする。チェスのナイトと同じ動き。ペルシャ語では「アスブ（اسپ‎）」。
5. ルフ：「戦車」、上下左右に他の駒に進路を妨げられるまで動く。ペルシャ語の「ロフ（رخ‎）」より。チェスのルークと同じ。
6. バイダク：「歩兵」、前に一歩ずつ進むが、チェスのように初手で二歩進むことはできない。敵陣の最終列（八段目）に到達するとフィルズ（大臣）に成る。大臣以外の駒に成ることはできないが、成大臣の数は無制限である。チェスのポーンに相当する。前の敵駒は取れず、斜め前の敵駒を取ることができるのも、ポーンと同様である。ペルシャ語の「ピヤーダ（پياده‎）」より。
7. （ジャマル：「駱駝」）この駒が象の外、あるいは塔の外に配置される場合がある。動きは斜め四方に動けるだけ動くクイーンのような動きで、駒を飛び越すことができる。

駒の形は偶像崇拝を禁じているイスラームの教えのために抽象的である。ルフは頭がM字形、ファラスが馬頭形の他は円筒を形をした駒を大きさで区別している。
チェスにおけるキャスリングやアンパッサンといったルールはなく、代わりに「シャー・ムンバド」（裸の王）または「ムフラード」（孤立した王）と呼ばれるルールがあり、これは「王」の他に駒が無い状態である。そして先手（黒）は王を左に大臣を右に置き、後手（白）は王を右に大臣を左に置く。これはチェスとは逆である。
また、王手のことは「シャーマート」(شاه مات)と呼ぶ。ペルシャ語で「王は死んだ」であり、これがなまって「チェックメイト」になったと言われている。

## その他のルールとまとめ、チェスとの相違
- 盤は市松模様ではない。
- ビショップ の代わりにフィールを置く。対角線上に2マス動く。
- クイーンの代わりにフィルズを置く。対角線上に1マス動く。
- 先手はシャーを左にフィルズを右に、後手はフィルズを左にシャーを右に置く。
- バイダクは最初に2マス動かない。
- アンパッサンやキャスリングのルールが存在しない。
- バイダクは敵陣の最終列でフィルズに成る。
- 相手が指し詰りになれば勝利である。
- 相手のシャーが「シャー・ムンバド」で自分のシャーが次の指し手で「シャー・ムンバド」にならなければ勝利。
- 両者とも「シャー・ムンバド」ならば引き分け。

## 中世アラブのシャトランジ界
このシャトランジは大衆に人気があり、ハフス、アル・アドリー、アル・ラーズィ、アル・スーリー、アル・ラクラーク、医師のアブール・アッバー、アス・サクラズィー、アル・ラブラーク、アブ・イサーク・イブラーヒムなどの名人達が台頭した。その他のマスターや愛好者にいたっては枚挙に暇がない。
またアラブ世界では棋力によって五段階の階級が定められ、最高の級は「アリーヤ」と呼ばれ三名が定員で、アル・アドリー、アル・ラーズィ、アル・スーリーといった名手がその地位に就いた。二番目の級は「ムタカーリバート」といい「アリーヤ」に十局中二～四局勝つ事でこの階級になる事が出来、十局中七局以上勝てれば「アリーヤ」になる資格が生じる。それ以下は順に大臣またはフィルの駒落ちで三番目の級、ファラスの駒落ちで四番目の級、ルフの駒落ちで五番目の級となるが、名称は不明である。